# 4670 Yoshinogawa
A 4670 Yoshinogawa (ideiglenes jelöléssel 1987 YJ) a Naprendszer kisbolygóövében található aszteroida. Tsutomu Seki fedezte fel 1987. december 19-én.